# Unterseeboot 163 (1941)
Pour les articles homonymes, voir Unterseeboot 163.
Le Unterseeboot 163 (ou U-163) est un sous-marin allemand (U-Boot) de type IX.C utilisé par la Kriegsmarine pendant la Seconde Guerre mondiale.

## Historique
Mis en service le 21 octobre 1941, l'Unterseeboot 163 reçoit sa formation de base à Stettin en Pologne au sein de la 4. Unterseebootsflottille jusqu'au 31 juillet 1942, il rejoint sa flottille de combat à Lorient en France dans la 10. Unterseebootsflottille.
Il quitte le port de Kiel pour sa première patrouille le 21 juillet 1942 sous les ordres du korvettenkapitän Kurt-Eduard Engelmann. Après 58 jours en mer, il rejoint la base sous-marine de Lorient qu'il atteint le 16 septembre 1942.
L'Unterseeboot 163 a effectué trois patrouilles dans lesquelles il a coulé trois navires marchands pour un total de 15 011 tonneaux et endommagé un navire de guerre non réparable de 2 000 tonnes au cours de ses 144 jours en mer.
Sa troisième patrouille le fait partir du port de Lorient le 10 mars 1943 toujours sous les ordres du Korvettenkapitän Kurt-Eduard Engelmann. Après quatre jours en mer, l'U-163 est coulé le 13 mars 1943 dans l'Atlantique nord au nord-ouest de Cap Finisterre à la position géographique de 45° 05′ N, 15° 00′ O par des charges de profondeur lancées par de la corvette britannique HMCS Prescott.

Les 57 membres de l'équipage sont tués lors de cette attaque.

## Affectations successives
- 4. Unterseebootsflottille du 21 octobre 1941 au 31 juillet 1942 (entrainement)
- 10. Unterseebootsflottille du 1er août 1942 au 13 mars 1943 (service actif)

## Commandement
- korvettenkapitän Kurt-Eduard Engelmann du 21 octobre 1941 au 13 mars 1943

## Patrouilles
|       | Commandant                    | Départ          | Départ  | Arrivée           | Arrivée | Jours     | Succès   |
| ----- | ----------------------------- | --------------- | ------- | ----------------- | ------- | --------- | -------- |
| 1     | KrvKpt. Kurt-Eduard Engelmann | 21 juillet 1942 | Kiel    | 16 septembre 1942 | Lorient | 58 jours  |          |
| 2     | KrvKpt. Kurt-Eduard Engelmann | 17 octobre 1942 | Lorient | 6 janvier 1943    | Lorient | 82 jours  | 17 011   |
| 3     | KrvKpt. Kurt-Eduard Engelmann | 10 mars 1943    | Lorient | 13 mars 1943      | Coulé   | 4 jours   |          |
| Total | Total                         | Total           | Total   | Total             | Total   | 144 jours | 17 011 t |

Note : KrvKpt. = Korvettenkapitän

## Navires coulés
L'Unterseeboot 163 a coulé trois navires marchands pour un total de 15 011 tonneaux et endommagé un navire de guerre non réparable de 2 000 tonnes au cours des trois patrouilles (144 jours en mer) qu'il effectua.
| Date             | Nom             | Nationalité | Tonnage (GRT) | Fait                      |
| ---------------- | --------------- | ----------- | ------------- | ------------------------- |
| 5 novembre 1942  | La Cordillera   | Royaume-Uni | 5 185         | Coulé                     |
| 12 novembre 1942 | USS Erie        | USA         | 2 000         | Endommagé - Irrécupérable |
| 21 novembre 1942 | Empire Starling | Royaume-Uni | 6 060         | Coulé                     |
| 22 novembre 1942 | Apalóide        | Brésil      | 3 766         | Coulé                     |